# Rytířská jízda Jana z Michalovic
Rytířská jízda Jana z Michalovic (německy Die Ritterfahrt Johanns von Michelsberg) je báseň v Čechách působícího německého básníka Heinricha von Freiberg z konce 13. století, která vytráví o turnajových úspěších předního českého šlechtice Jana z Michalovic na jeho cestě do Porýní a do Francie ke králi Filipovi IV., kterou podnikl se svou družinou někdy mezi lety 1293 a 1297. Ve Francii se zúčastnil řady rytířských turnajů, které skoro všechny vyhrál. Jeho výprava vzbudila v Čechách druhé poloviny 90. let 13. století značnou pozornost, což dokazuje i zmínka v Dalimilově kronice.
Báseň vznikla asi velmi brzy po návratu českého pána z výpravy a pravděpodobně přímo na objednávku Jana z Michalovic, který si přál, aby byl jeho turnajový úspěch řádně oslaven, a aby se tak i zvýšila jeho vážnost u královského dvora. Je dochována pouze v jediném rukopise, v obsáhlém sborníku univerzitní knihovny v Heidelbergu vzniklém kolem roku 1320. V básni je Jan z Michalovic srovnáván s Artušovskými rytíři, ale pařížské publikum na jeho rytířskou horlivost shlíží s úsměvem. Na několika místech však básník zdůrazňuje, že hrdina svou bojovou zdatností oslavil nejen sebe, ale i rytířstvo své země a také svého krále Václava II.

## Česká vydání
- Jan z Michalovic: německá báseň třináctého věku, tiskem a nákladem L. Masaryka, Praha 1888, titul, úvod a poznámky jsou česky od Arnošta Viléma Krause.
- Rytířská jízda Jana z Michalovic, Elka Press, Praha 2005, obsahuje německý text básně podle vydání Arnošta Viléma Krause z roku 1888 a jeho české poznámky a souběžný český překlad textu, který vytvořila přeložila Marie Ryantová.